# Vedrò Singapore?
Vedrò Singapore? è un romanzo di Piero Chiara uscito nel 1981 per i tipi di Arnoldo Mondadori Editore. Apre e insieme chiude la carriera di romanziere di Piero Chiara: primo progetto narrativo di ampio respiro abbozzato fin dagli anni Cinquanta, fu infatti anche l'ultimo romanzo pubblicato, nel 1981.
Come in molte opere dello scrittore luinese, le storie dei personaggi coinvolti si intrecciano sullo sfondo di un universo provinciale (il Friuli e le Valli Istriane), impostando movimentate partite amorose sul biliardo della vita di provincia. 

L'elemento autobiografico è molto forte: esattamente come accade al narratore, Chiara nell'ottobre 1932 vinse un concorso come aiutante di cancelleria e fu inviato alla pretura di Pontebba, in Carnia. Venne quindi trasferito ad Aidussina, presso il confine con il Regno di Jugoslavia, ma la primavera successiva passò a Cividale del Friuli. Dopo essere stato sorpreso con un'amante sul luogo di lavoro, trascorse un periodo di aspettativa sino alla primavera del 1934.

## Trama
Abbandonati i consueti scenari lombardi, ma non il periodo storico degli altri romanzi, Chiara fissa fin dalle prime righe una data precisa: il «23 novembre 1932». Il narratore, frugata febbrilmente una valigia comprata d'occasione, vi cerca la propria identità burocratica, da presentare il giorno dopo alla Pretura di Aidussina, remoto borgo della Slovenia occidentale allora compreso nel Regno d'Italia: il decreto di nomina ad «aiutante volontario di cancelleria», stampato su un foglio con l'intestazione del Ministero di Grazia e Giustizia. Le istituzioni, a partire dai Carabinieri, sono l'unico aggancio rassicurante con il mondo che si è lasciato alle spalle lo sparuto Landgerichtsregistraturfunktionärgehilfensubstituten, entrato in un universo estraneo, di frontiera, in cui convergono germanici, sloveni, veneti, friulani e persino abruzzesi.
L'intreccio segue passo passo le peregrinazioni professionali di questo giovane funzionario precario, scaraventato in territori a lui sconosciuti, dove le esperienze pregresse non gli saranno di alcun aiuto. Si trova di fronte l'universo maneggione e un poco losco degli uffici pubblici di provincia, che ben si accorda con le meschine trame dei notabili del paese: il farmacista, l'avvocato, il notaio, di cui finisce inevitabilmente per condividere le partite a poker e gli amori clandestini. Situazioni squallide, mediocrità, bassezze e cattiverie in luogo di deprimerlo lo spronano. In breve si adegua ai costumi rilassati dei colleghi, trovando comoda, se non invidiabile, la posizione di avventizio, al grado infimo della scala amministrativa giudiziaria. 
I personaggi sono ritagliati con nettezza sardonica: come il cavalier Ermete Cadringher, austriacante e sussiegoso superiore. Dice tutto, in merito, il perfido compiacimento con cui ne vengono evocate le disgrazie private: "È vestito in modo impeccabile, ha l'occhio fermo, la mano che firma come un sigillo, il grado di cancelliere capo dirigente di prima classe, e in più il titolo di cavaliere. Ma quando torna a casa, alla sera, si trova davanti una moglie che pare la Marcolfa. Dietro di lei gli viene incontro, con gli occhi fuori dalla testa, una figlia mezza scema, carne sua, che un bruto ha vulnerata e fatta propria, come il macellaio quella d'un vitello o d'una scrofa".
Cadringher resta confinato a Pontebba, ma anche nelle tappe successive della sua carriera il giovane «incappa in una serie di scontri con le gerarchie giudiziarie, sanitarie, professionali e con ogni sorta d'uomini e di donne, nel giro di un anno estremamente climaterico in fondo al quale avrà, come un cavaliere errante, o un don Chisciotte col Cavaliere della Luna, lo scontro supremo». L'avversario più temibile è l'Alto Commissario Speciale di Giustizia Gennaro Mordace. Questi si palesa all'improvviso nelle varie sedi, conducendo ispezioni dagli esiti devastanti. Mordace interviene per censurare non idee intollerabili, ma atti contrari alla deontologia professionale. Più che un persecutore politico, rappresenta l'autorità che reprime il libero sfogo degli istinti.
Il protagonista, cacciato da un'altra procura e in rotta con l'autorità giudiziaria, finisce col diventare "un mormoratore, cioè uno di quei mosconi che negli angoli dei caffè, in qualche testa a testa per le strade e più spesso in privato, deponevano sulla candida fede degli italiani la macchiolina del dubbio, quando non diffondevano il ronzio allegro del ridicolo sulle istituzioni o addirittura il contagio della ripulsa, premessa necessaria per il formarsi di un'opposizione sotterranea, inutile, ma sufficiente a sfogare gli animi".
Trasferito a Cividale del Friuli l'aspirante cancelliere trova un ambiente propizio al collaudo degli insegnamenti ricevuti. Le nuove amicizie e i tepori primaverili cospirano insieme nel creare un clima di idillio paesano. Le disfide al tavolo verde, attese e assaporate con gioia, gli consentono di disimpegnarsi dinanzi a nobiltà, comandanti militari, alta borghesia. All'anziano conte Crampero si alternano come avversari il colonnello Gancia e il notaio siciliano Arca. Quest'ultimo, «gran narratore della sua vita e fabulatore di se stesso», anima lunghe passeggiate notturne, in cui proietta fantasmagoriche storie sull'incanto dell'antica città addormentata. Ma c'è anche chi giunge a stancarsi di indolenza, chiacchiere e dissipazione: irrimediabilmente annoiato dalla routine provinciale un altro valente conversatore, l'avvocato Grisella, decide di gettarsi dal Ponte del Diavolo: "L'avvocato, che pareva un dannato dell'inferno dantesco confitto nella terra fino alla cintola, ci guardava con due occhi da rospo, estromessi dal viso diventato color vinaccia e simili a quelli di vetro delle statue egiziane".
Seduto sulle poltrone del Caffè Longobardo il protagonista trascorre lunghe ore sprofondato in uno stato di sonnolenza, cui si abbandona volentieri. A incrinare questa felice atonia provvede tuttavia l'inquietudine sul proprio avvenire: anche qui puntualmente, l'intemperanza produrrà effetti devastanti e, in una scena esilarante, Mordace fa irruzione in ufficio interrompendo un amplesso improvvisato su un tappeto di faldoni. Cacciato dalla procura, il narratore dovrà fingersi pazzo, soggetto a picnolessia e temporanee assenze mentali, per non perdere il posto. La malattia diviene così il privilegio che consente di ribellarsi ai superiori, addirittura di mettere loro le mani addosso, senza conseguenze irreparabili. Epilettico o dormiglione? Imbecille o scaltro? «Questo» esclama un capitano medico durante la visita di controllo all'ospedale militare «è un furbo che arriva al punto di ingannare se stesso, quando gli conviene».
Il finale resta aperto, come annunciato nel titolo: il narratore si imbarcherà per andare a Singapore oppure - come un bisbiglio gli suggerisce – tornerà «alle onde del Lago Maggiore»?

## Accoglienza del pubblico
Il romanzo fu uno dei migliori bestseller di Piero Chiara: uscito da Mondadori nella collana Scrittori Italiani e Stranieri, ottenne fin da subito un considerevole successo di critica e di vendite (in circa un anno oltre 500 000 copie). Ci furono poi successive ristampe. Fu poi inserito nella collana mondadoriana del Club del Libro.